# Joseph Mahé
Pour les articles homonymes, voir Mahé.
Joseph Mahé (Île-d'Arz, 18 mars 1760 - Vannes, 4 septembre 1831) est un ecclésiastique érudit qui s'est intéressé au patrimoine mégalithique et musical breton. Il est aujourd'hui considéré comme le premier collecteur de la musique bretonne de tradition populaire.

## Biographie
Il naît en 1760 sur l'île-d'Arz dans une famille modeste, son père est pêcheur (mort noyé dans un naufrage quand il avait 10 ans) et d'une mère au foyer. Joseph Mahé fait de brillantes études classiques et est ordonné prêtre en 1784. Il est d'abord nommé vicaire à Kervignac, puis à Saint-Salomon, paroisse vannetaise dont l'église sera détruite pendant la Révolution.
Abbé réfractaire pendant la Révolution, il passera environ dix ans entre la prison et la clandestinité. Chanoine janséniste, Joseph Mahé fut professeur suppléant au Collège royal de Vannes et a assuré les fonctions de conservateur à la bibliothèque de Vannes de 1806 à 1815 et d'antiquaire folkloriste. Il a été précepteur dans la famille Desgrées du Loû, tout en s'adonnant à l'étude de la musique, du dessin, des mathématiques, de la littérature et de la philosophie.
Historien, il contribue à l'inventaire des sites mégalithiques du Morbihan. Il est l'un des fondateurs de la Société polymathique du Morbihan et son premier président.  
Il décède en 1831 à l'âge de 71 ans. Une plaque porte depuis 2012 son nom à Gréavo, sur l’île d’Arz où il est né.

## Ouvrages
Mahé était un érudit qui parlait le grec et l'hébreu. Il a écrit un mémoire sur le déluge universel, des réflexions sur les textes grecs, hébreux et syriaques de la Bible, des notes sur l'ancien et le nouveau testament... 
Il publie en 1825 un Essai sur les Antiquités du Morbihan dans lequel sont inclus 40 airs de musique qui peuvent témoigner de la musique en vogue dans le Vannetais avant la Révolution (certains airs ayant été vraisemblablement recueillis à la fin du XVIIIe siècle). En outre, il accompagne ces airs de réflexions sur les modes et l'usage des chants populaires. Mais cette édition n'est en réalité qu'un extrait du manuscrit beaucoup plus volumineux retrouvé par le chanoine Le Moing à la fin du siècle dernier et confié à l'évêché de Vannes.
En 1822, une lettre du chanoine Mahé annonce au comte de Chazelles, préfet du Morbihan, que son Essai sur les Antiquités du département du Morbihan est pratiquement achevé. Il faut cependant attendre 1825 pour qu’il soit publié chez l’éditeur Galles aîné, imprimeur du roi à Vannes. Dans cet ouvrage de 500 pages, au beau milieu des "Dolmens et Cromlechs", de la "Soule" et de la "Langue bretonne", Mahé consacre un chapitre de 21 pages aux « Chants populaires du Morbihan ». On y trouve 40 mélodies profanes à une voix, notées sans paroles, et une étude musicologique. Le texte du chapitre « Chants populaires du Morbihan » accompagne non pas les 40 airs déjà publiés, mais une impressionnante collecte de 232 mélodies notées de main de maître par Mahé, constituant à ce jour le plus ancien fonds d’airs bretons de tradition populaire.
L’ethnomusicologue Roland Becker fait partager au grand public cette découverte.
Les airs ont été publiés par « Mélusine » (étude musicologique dans les tomes 6 à 8 par Melle E. Schoultz-Adaïevsky), « Ar Soner » (les 182 premiers airs contenus dans le manuscrit dans les n°122, 123, 124 de 1961, 127 de 1962 et 134 de 1963) et « Musique bretonne ». La revue Musique bretonne a repris l'édition du manuscrit afin de le faire connaître une grande part.

### Publications
- J. Mahé, Essai sur les antiquités du département du Morbihan, Galles aîné, imprimeur du roi, 1825 (lire en ligne)